# Glucobrassicina

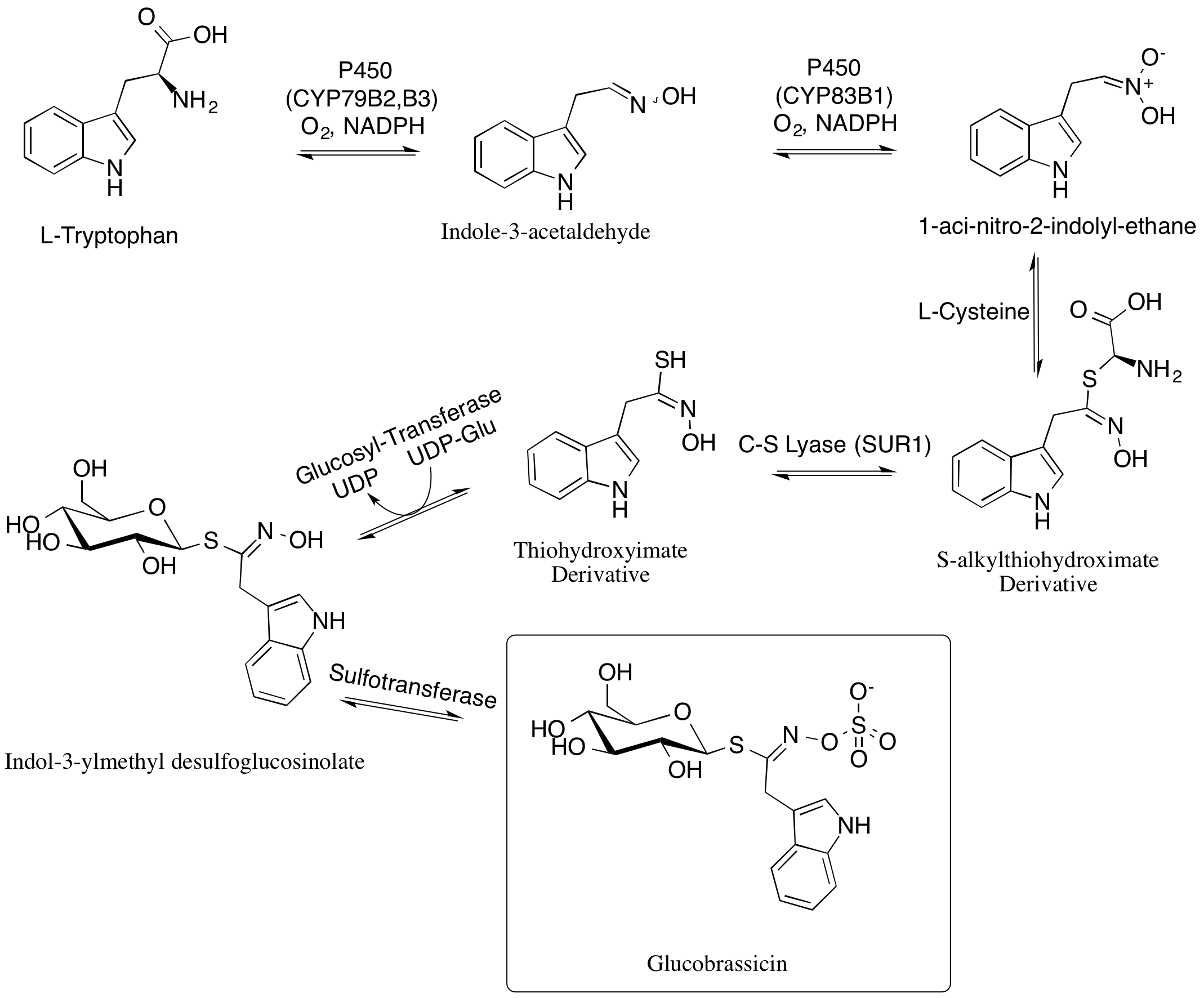
Biossíntese da glucobrassicina.

Glucobrassicina é um tipo de glucosinolato que ocorre naturalmente em quase todas as plantas pertencentes à família das crucíferas (Brassicaceae), tais como o repolho, os brócolos, as mostardas e o pastel-dos-tintureiros.

## Descrição
O composto foi inicialmente isolado a partir de plantas do género Brassica, daí a parte terminal do seu nome. Após o isolamento da glucobrassicina foram descobertos vários derivados do composto inicial, o primeiro deles, que também tem ocorrência natural em plantas, foi designado por neoglucobrassicina. Quando novos derivados foram identificados, foi estabelecida uma nomenclatura mais sistemática. Ao presente, são conhecidos os seguintes seis derivados, todos eles isolados a partir de material vegetal:
- 1-Metoxiglucobrassicina (neoglucobrassicina)
- 4-Hidroxiglucobrassicina
- 4-Metoxiglucobrassicina
- 1,4-Dimetoxiglucobrassicina
- 1-Sulfoglucobrassicina
- 6'-Isoferuloilglucobrassicina

Os três primeiros derivados listados são de ocorrência frequente em crucíferas, tal como a própria glucobrassicina. Os restantes três compostos aparentam ser raros na natureza. O derivado 4-metoxiglucobrassicina foi identificado como sendo uma molécula envolvida nos mecanismos de sinalização celular de defesa da planta contra bactérias e fungos.
A glucobrassicina é também conhecida como um estimulante com grande actividade no desencadear dos processos de postura de ovos de algumas borboletas que se alimentam de crucíferas, entre as quais as borboletas brancas das couves (Pieris rapae e Pieris brassicae).
Tal como ocorre com outros glucosinolatos, a degradação destas moléculas catalisada pelo enzima myrosinase (também designada por tioglucosidase) leva à produção de um isotiocianato, o indol-3-ilmetilisotiocianato. Contudo, este isotiocianato específico foi previsto ser muito instável, o que se veio a confirmar experimentalmente. Os produtos observados da hidrólise observados quando uma amostra de glucobrassicina purificada é degradada pela mirosinase são indole-3-carbinol e o ião tiocianato (para além de glucose e dos iões sulfato e hidrogénio), o que se considera ser o resultado de uma reacção rápida do ião instável isotiocianato com a água. Contudo, é conhecido um largo número de outros produtos de reacção nesta degradação, e o indole-3-carbinol nem é o produto de degradação dominante quando a decomposição do glucosinolato ocorre em tecido vegetal triturado ou em plantas intactas.
A biossíntese da glucobrassicina inicia-se com triptofano produzido através das várias etapas do composto da via do xikimato (shikimato) designado por ácido corísmico. Neste processo, o triptofano é convertido em indole-3-acetaldoxima (IAOx) pelas enzimas do citocromo p450 (as redundantes CYP92B3 e CYP79B3 em Arabidopsis thaliana) com recurso a NADPH e oxigénio molecular.
Uma enzima separada do citocromo p450 (CYP83B1 no género Arabidopsis) catalisa uma segunda reacção mono-oxigenase subsequente para criar o produto intermédio 1-aci-nitro-2-indolil-etano. Uma molécula de cisteína é utilizada pela transferase GST (Glutatoiona-S-transferase) num processo de conjugação para produzir um derivativo S-alquiltiohidroximato, que é subsequentemente clivado por uma liase C-S (como a enzima designada por SUR1 encontrada em Arabidopsis) para criar um ião tiol livre. Um única glucosilação ocorre então, juntando uma molécula de glucose ao hidroximato de indole através de uma ligação tioéter. Finalmente, o próprio hidroximato liga-se a um ião sulfato originando uma molécula de glucobrassicina.